# Modasa
Modasa è una suddivisione dell'India, classificata come municipality, di 54.056 abitanti, situata nel distretto di Aravalli, nello stato federato del Gujarat. In base al numero di abitanti la città rientra nella classe II (da 50.000 a 99.999 persone).

## Geografia fisica
La città è situata a 23° 28' 0 N e 73° 17' 60 E e ha un'altitudine di 196 m s.l.m..

## Società

### Evoluzione demografica
Al censimento del 2001 la popolazione di Modasa assommava a 54.056 persone, delle quali 27.814 maschi e 26.242 femmine. I bambini di età inferiore o uguale ai sei anni assommavano a 6.880, dei quali 3.713 maschi e 3.167 femmine. Infine, coloro che erano in grado di saper almeno leggere e scrivere erano 40.178, dei quali 22.585 maschi e 17.593 femmine.